# Armando de Castro
Armando Fernandes de Morais e Castro (Porto, 18 de Julho de 1918 — 16 de Junho de 1999) foi um economista, advogado, historiador, investigador e professor universitário português.

## Biografia
Armando Fernandes de Morais e Castro nasceu em 18 de julho de 1918, no Porto. Filho de Irene Fernandes de Morais e Castro e de Amílcar Gonçalves de Morais e Castro, advogado e republicano, teve como irmãos Raúl Fernandes de Morais e Castro, Amílcar Fernandes de Morais e Castro e Irene Fernandes de Morais e Castro. Casou com Maria Virgínia Dias, de quem teve um filho Armando Augusto Dias de Morais e Castro.
Licenciou-se em Ciências Jurídicas (1941) e em Ciências Político-Económicas (1942) pela Faculdade de Direito da Universidade de Coimbra.
Foi, desde 1935 até ao fim da sua vida, militante do Partido Comunista Português.
Por razões exclusivamente políticas viu-se impedido de prosseguir a carreira académica, pelo que se viu obrigado a exercer a advocacia até à queda da ditadura ocorrida na Revolução de 25 de Abril de 1974.
A partir de 1974 foi professor da Faculdade de Economia da Universidade do Porto, presidindo ao Conselho Directivo dessa instituição até ao limite de idade, em 1988.
Os seus estudos históricos e económicos dedicaram-se à compreensão da realidade portuguesa, apesar de durante muitos anos lhe ter sido vedado o acesso às bibliotecas das faculdades.
Armando de Castro dedicou-se à Economia Política, História do Pensamento Económico, Epistemologia e Gnoseologia. No que diz respeito à Economia Política dedicou-se aos seus fundamentos teóricos, tratando de assuntos como a teoria do valor e a inflação.
Armando de Castro morreu em 16 de Junho de 1999.
Ainda em vida, ao completar 70 anos, doou o seu património pessoal de investigação científica à Universidade do Porto, estabelecendo como condição que o mesmo ficasse depositado na sua Faculdade de Economia e doou o seu património político ao Partido Comunista Português[carece de fontes?].

## Homenagens
Em 1965, a Sociedade Portuguesa de Escritores atribuiu o Grande Prémio de Ensaio à sua obra Evolução Económica de Portugal nos Século XII a XV.
Armando Castro foi distinguido com a Medalha de Ouro de Mérito da Cidade do Porto, atribuída em 13 de julho de 1995 e entregue em 26 de setembro de 1996.
A Assembleia da República aprovou, por unanimidade, em 17 de junho de 1999, um voto de pesar pelo falecimento de Armando Castro, tendo, no final da votação, sido guardado um minuto de silêncio.
Em 14 de julho de 2018, o Partido Comunista Português realizou, no Porto, uma sessão de homenagem a Armando Castro, por altura do centenário do seu nascimento.. Nessa sessão, o secretário-geral do PCP, Jerónimo de Sousa, proferiu uma intervenção evocativa da vida e obra do homenageado.